# Vennati
Vennati (Duits: Fenieth) is een plaats in de Estlandse gemeente Saaremaa, provincie Saaremaa. De plaats heeft de status van dorp (Estisch: küla) en telt 11 inwoners (2021).
Tot in december 2014 behoorde Vennati tot de gemeente Kärla, daarna tot in oktober 2017 tot de gemeente Lääne-Saare en sindsdien tot de fusiegemeente Saaremaa.
Ten zuiden van Vennati ligt het meer Mullutu-Suurlaht.

## Geschiedenis
Vennati werd in 1560 voor het eerst genoemd onder de Duitse naam Fenieth. In dat jaar was Vennati een ‘semi-landgoed’ (Estisch: poolmõis), een landgoed dat deel uitmaakt van een groter landgoed, in dit geval Paadla (Duits: Padel, nu Paevere). Rond 1740 werd Fenieth een apart landgoed, maar op het eind van de 18e eeuw kwam het weer terug onder Paadla.
Tussen 1977 en 1997 maakte Vennati deel uit van het buurdorp Paevere.